# Данијел Лео
Данијел Лео (енгл. Daniel Leo; 2. октобар 1982) професионални је самоански рагбиста, који тренутно игра за енглеског друголигаша Лондон велш. Родио се на Новом Зеланду, а са 18 година отишао је у Аустралију. Примарна позиција му је у другој линији скрама, али повремено игра и у трећој. За репрезентацију Самое дебитовао је у јуну 2005. у тест мечу против Аустралије. Играо је на 2 светска првенства (2007, 2011). 28. маја 2015. опростио се од националног дреса. Променио је 2 тима у Француској и 3 у Енглеској. Једини трофеј који је освојио у каријери је титула првака Европе са Воспсима.